# Rainer Miedel
Rainer Miedel, född 1 juni 1937, död 25 mars 1983, var en tysk dirigent.
Han utexaminerades som cellist från musikhögskolan i Berlin och tog kurser i orkesterdirigering i Salzburg för Istvan Kertész och Carl Melles. 
Åren 1964-1975 var han verksam i Sverige, först som cellist vid Stockholms filharmoniska orkester. 1968 blev han chefsdirigent vid Gävle symfoniorkester. Orkesterns skivinspelning av Bo Lindes violinkonsert under hans ledning med solisten Karl-Ove Mannberg var den första av detta verk. 
Parallellt med engagemanget i Gävle uppmärksammades han i USA som biträdande dirigent till Sergiu Comissiona vid Baltimore Symphony Orchestra. 1975 utsågs han till chefsdirigent för Seattle Symphony Orchestra, som han ledde under en period av stora ekonomiska problem och musikerfackliga konflikter.
Han införde i Seattle på allvar Mahler på repertoaren, genom regelbundna framföranden av symfonierna, och ledde orkestern på dess första Europaturné 1980.
Miedel var gift med cellisten Cordelia Wikarski Miedel. Han avled 1983 i cancer.